# Бесуик, Мартин
Марти́н Бе́суик (англ. Martine Beswick; 26 сентября 1941, Порт-Антонио, Ямайка) — ямайская актриса и фотомодель.

## Биография
Мартин Бесуик родилась 26 сентября 1941 года в Порт-Антонио (Ямайка) в семье англичан, но в настоящее время она живёт время от времени в Санта-Монике и Лос-Анджелесе (штат Калифорния, США) и Лондоне (Англия, Великобритания).

## Карьера
Мартин начала свою карьеру качестве театральной актрисы в 1945 году в любительском театре. В 1962 году Бесуик дебютировала в кино, сыграв роль танцующего силуэта во время вступительных титров в фильме «Доктор Ноу». Всего она сыграла в 63-х фильмах и телесериалах.
Также Мартин работа фотомоделью и участвовала в конкурсах красоты «Мисс Ямайка», «Мисс Autoville» и других.
В настоящее время Мартин завершила карьеру, но она часто появляется в различных ток-шоу и даёт интервью.

## Личная жизнь
Мартин в разводе с актёром Джоном Ричардсоном (род.1934).

## Избранная фильмография
| Год       |   | Русское название             | Оригинальное название    | Роль                                           |
| --------- | - | ---------------------------- | ------------------------ | ---------------------------------------------- |
| 1962      | ф | Доктор Ноу                   | Dr. No                   | танцующий силуэт во время вступительных титров |
| 1963      | ф | Из России с любовью          | From Russia with Love    | Зора                                           |
| 1965      | ф | Шаровая молния               | Thunderball              | Пола                                           |
| 1966      | ф | Миллион лет до нашей эры     | One Million Years B.C.   | Нупонди                                        |
| 1966      | ф | Золотая пуля                 | A Bullet for the General | Аделита                                        |
| 1971      | ф | Доктор Джекилл и сестра Хайд | Dr Jekyll & Sister Hyde  | миссис Эдвина Хайд                             |
| 1974      | ф | Захват                       | Seizure                  | Королева Зла                                   |
| 1977      | с | Баретта                      | Baretta                  | танцовщица живота                              |
| 1979—1984 | с | Остров фантазий              | Fantasy Island           | Моник                                          |
| 1980      | с | Супруги Харт                 | Hart to Hart             | Руби Брафф                                     |
| 1982      | с | Каскадёры                    | The Fall Guy             | графиня Витт                                   |
| 1984      | с | Дни нашей жизни              | Days of Our Lives        | Эбигейл Эбернати                               |
| 1985      | с | Санта-Барбара                | Santa Barbara            | курьер                                         |
| 1985      | с | Фэлкон Крест                 | Falcon Crest             | Памела Линч                                    |
| 1987      | с | Кувалда                      | Sledge Hammer!           | Лана                                           |
| 1992      | ф | Зубастики 4                  | Critters 4               | Анджела (озвучивание)                          |
| 1993      | ф | Безбрежное Саргассово море   | Wide Sargasso Sea        | тётя Кора                                      |
| 1995      | ф | Ночь пугала                  | Night of the Scarecrow   | Барбара                                        |